# Julia Smit
Julia Smit (n. 14 decembrie 1987, Santa Rosa, California, SUA) este o înotătoare ce a reprezentat Statele Unite ale Americii, medaliată olimpică. A participat la o ediție a Jocurilor Olimpice (2008) în care a câștigat două medalii de argint și o medalie de bronz.